# سام موريس (لاعب كرة قدم)
سام موريس (بالإنجليزية: Sam Morris)‏ (1930 في المملكة المتحدة - 2015 في المملكة المتحدة) هو لاعب كرة قدم بريطاني في مركز نصف الجناح. لعب مع نادي تشستر سيتي.